# Cassope

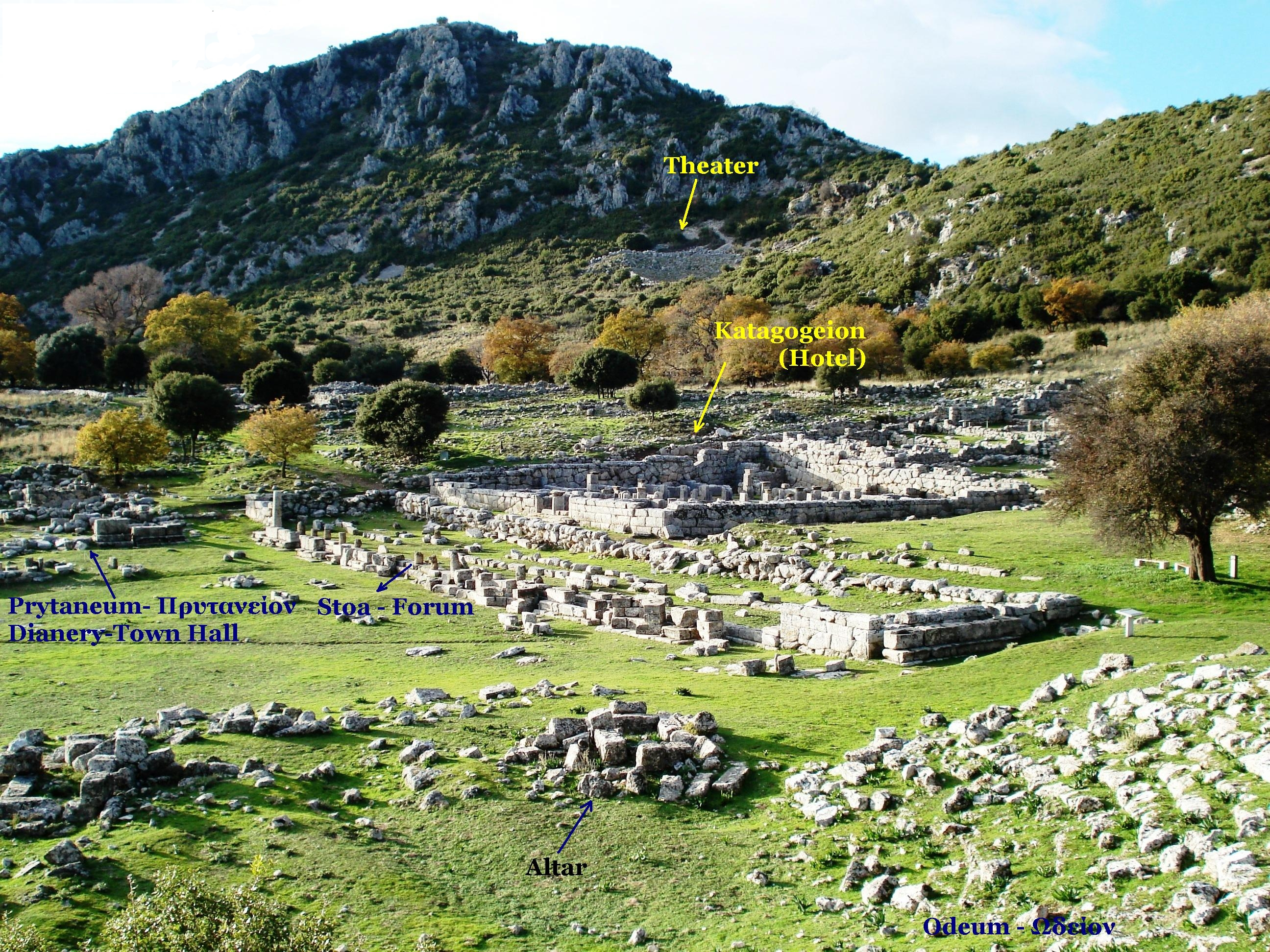
Vista del sito di Cassope.

Cassope (in greco antico: Κασσώπη? - Kassōpē, anche Κασσωπία - Kassōpia e Κασσιόπη - Kassiopē) fu una città-stato dell'antica Grecia in Epiro, oggi nell'unità periferica di Prevea. Cassope è situata nelle pendici di sud-est del monte Zalongo, vicino al villaggio di Kamarina. Era costruita sul bordo di una scogliera, che ha trascinato giù una parte del sito stesso. È considerato uno dei migliori esempi rimasti di una città costruita lungo le linee di una pianta ippodamea in Grecia.

## Storia
I primi insediamenti sul luogo sono noti dal Paleolitico, ma la città di Cassope venne fondata a metà del IV secolo a.C. e divenne capitale dei Cassopei, una sub-tribù dei Tesprozi. Apparteneva alla Lega etolica. Fiorì nel III secolo a.C., quando vi vennero edificati importanti edifici pubblici. Cassope batté anche una sua moneta. Venne poi distrutta dai Romani nel 177-176 a.C. e abbandonata nel 31 a.C. quando gli abitanti superstiti si trasferirono a Nicopoli.

## Archeologia
Le rovine di Cassope vennero visitate e descritte da William Martin Leake agli inizi del XIX secolo. Un'ampia campagna di scavi venne condotta da una squadra di archeologi guidata da Sotiris Dakaris nel 1952,nel 1955 e nel 1977-1983 per conto dell'Università di Ioannina e del German Archaeological Institute, alla quale parteciparono, oltre a Dakaris, Wolfram Hoepfner, Konstantina Gravani e Ernst-Ludwig Schwandner.